# Kraken (navire)
Pour les articles homonymes, voir Kraken (homonymie).
Le Kraken (anciennement Pedro Doncker) est un trois-mâts goélette à coque acier, battant pavillon dominicain, ayant appartenu à la société V&S Charters. Construit en 1974 à Groningue en tant que chalutier, il est reconverti en goélette à trois mâts en 1983 et devient un navire de croisière dans les Caraïbes puis l'Europe du Nord, notamment la mer Baltique. En 2008, le navire est à nouveau transformé en trois-mâts goélette.
À la suite de son rachat en 2018 par l'association Wings of the Ocean, le navire est renommé Kraken et œuvre dans la dépollution océanique, la recherche scientifique, ainsi que dans l'apprentissage de la navigation à la voile. En 2021, le bateau est racheté par le groupe SOS, qui intègre l'association Wings of the Ocean.

## Histoire

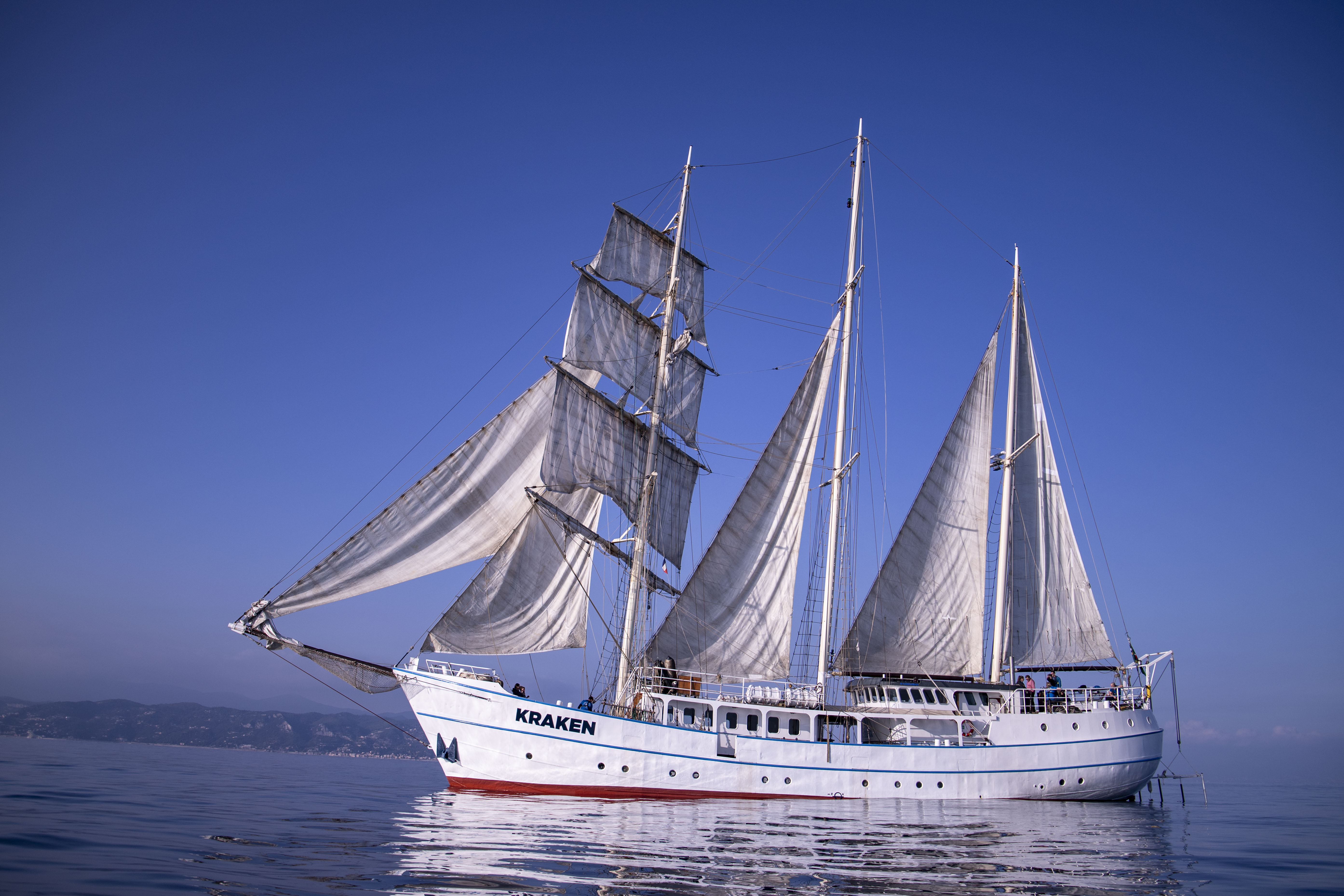
Le Kraken toutes voiles dehors en 2020.

### Débuts
Le Kraken est initialement un chalutier de pêche néerlandais, construit en 1974 au chantier naval Veldhuis-Werft de Groningue, sous le nom de Pedro Doncker.

### Navire de croisière
Le navire est transformé en 1983 en goélette à trois mâts et navigue dans les Caraïbes à partir du port de Curaçao, pour des croisières destinées à la clientèle américaine.
En 1985, il est racheté et ramené aux Pays-Bas avec un équipage de quatre personnes pour des croisières dans les eaux d'Europe du Nord, en particulier en mer Baltique.
En 1998, le bateau est racheté par la compagnie maritime Vlaun Holding B.V.. Son port d'attache est alors Amsterdam.
En 2008, le navire est la propriété de la compagnie germano-néerlandaise Traditional Sailing Charter BV. Il bénéficie de nouveaux travaux qui le transforment en trois-mâts goélette et dispose d'un gréement moderne. Il possède alors un pont spacieux, 10 cabines pour 35 passagers en croisière et peut aussi accueillir jusqu'à 100 personnes en excursion de journée. Le Pedro Doncker participe à de nombreux festivals maritimes, comme le Hanse Sail de Rostock, à la semaine de Kiel, ainsi qu'à Brest 2008, aux Les Tonnerres de Brest 2012 et à la Krögercup en 2018.

### Avec Wings of the Ocean
En 2018, le navire est acheté par Julien Wosnitza, fondateur de l'association Wings of the Ocean, et renommé en Kraken. Après des travaux à Cherbourg à l'automne 2018, il commence sa mission en partant de La Corogne pour Lisbonne, puis les Canaries et les Açores. À l'été 2020, il est en cale sèche à Savone en Italie, pour des travaux de rénovation.
Wings of the Ocean utilise le Kraken pour la dépollution des littoraux, la sensibilisation, la recherche scientifique et l’apprentissage de la navigation. Il peut embarquer 24 volontaires. Il effectue des missions en Méditerranée et dans les îles de l'Atlantique, notamment les Baléares, les Canaries, Gibraltar et Madère (mai 2021).

En 2020, Wings of the Ocean est victime d'une escroquerie pour des travaux de rénovation du navire. Afin de faire face aux pertes financières, le Kraken est racheté par le groupe SOS en 2021, qui gère plusieurs associations en France, tout en permettant à l'ONG de continuer à utiliser le bateau pour des dépollutions.

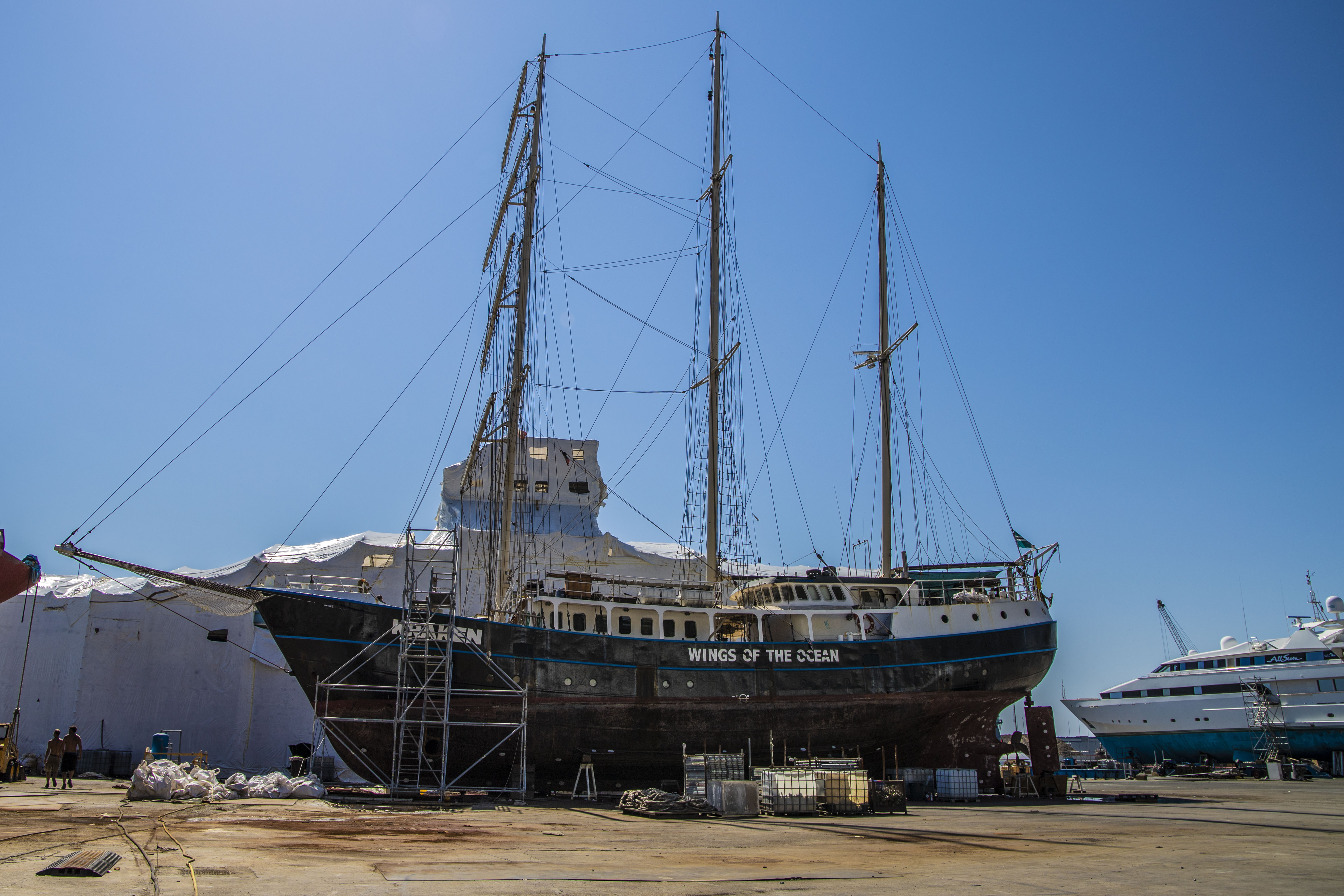
Le Kraken en travaux en cale sèche à Savone à l'été 2020.
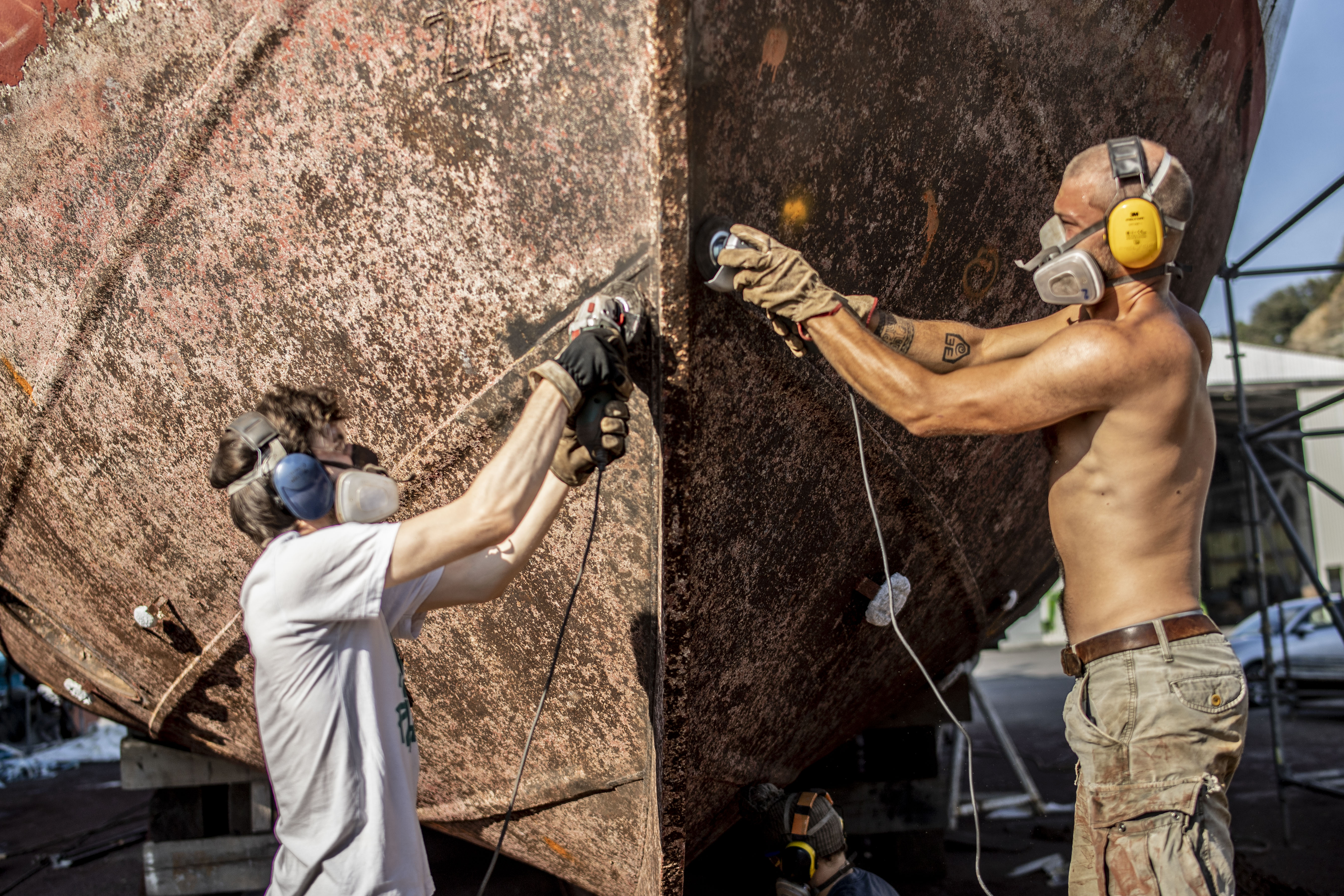
Ponçage de la coque lors des travaux de rénovation à Savone (Italie) en 2020.
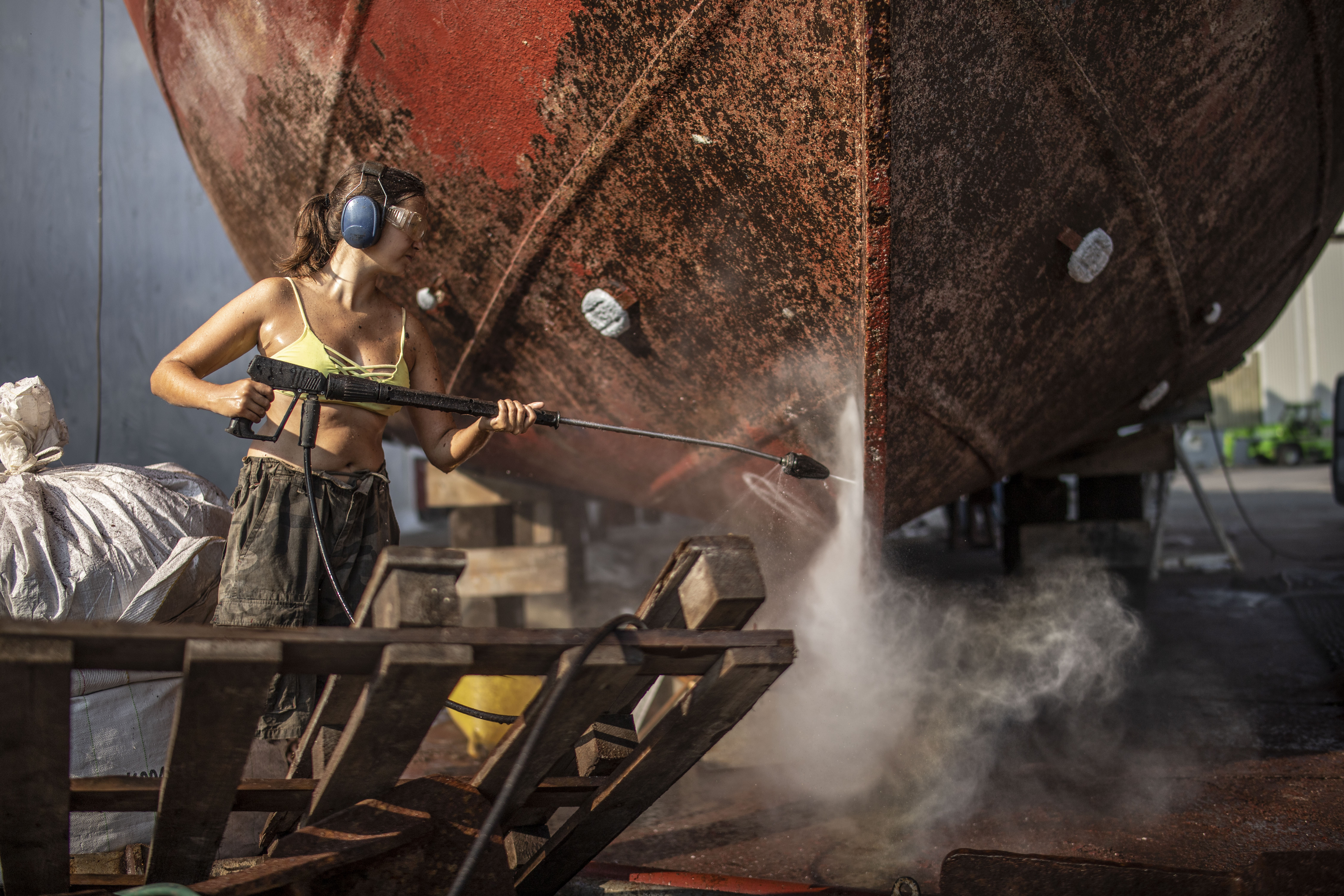
Nettoyage de la coque au karcher en 2020 à Savone.
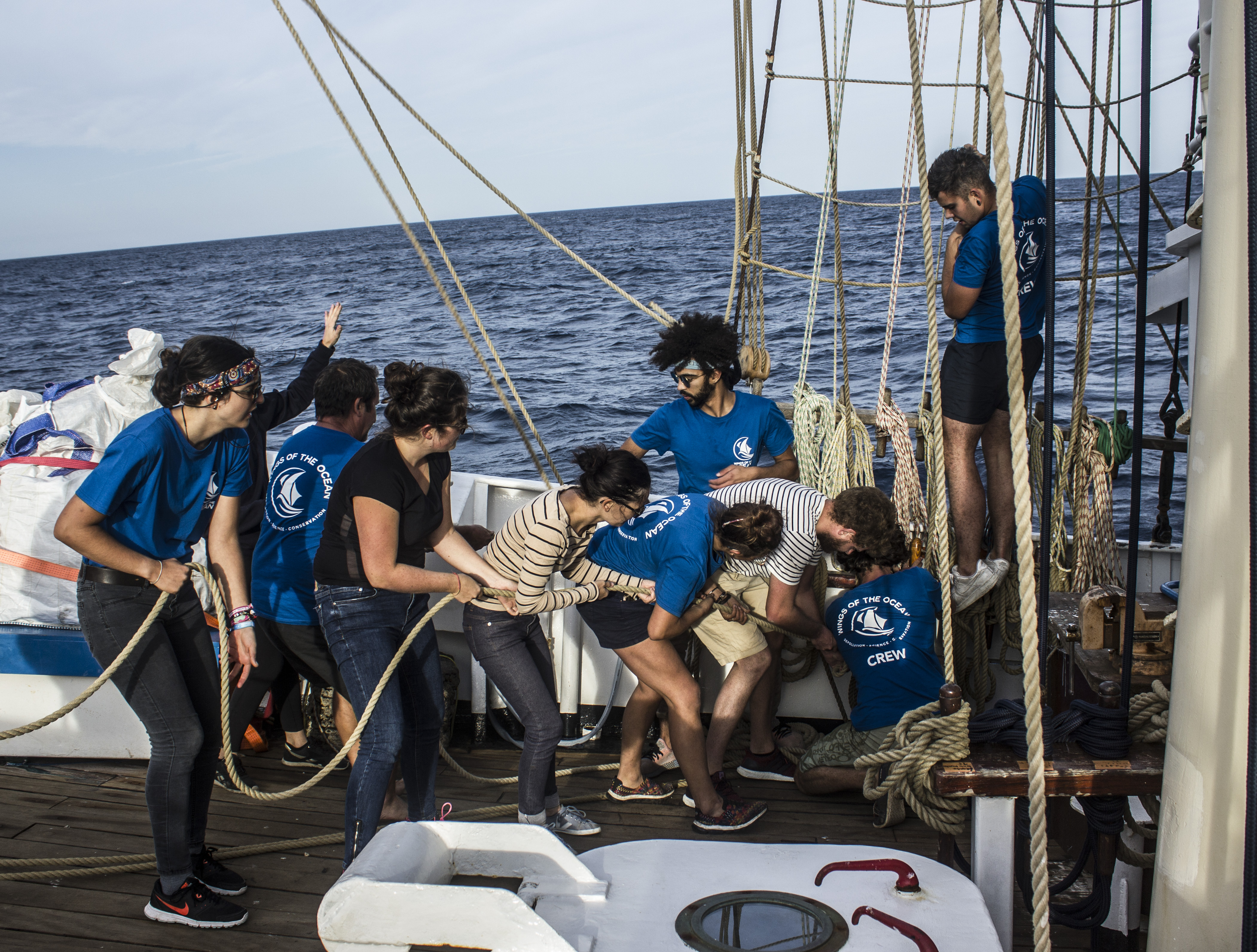
Manœuvre à bord du Kraken en 2019 au large de Marseille.
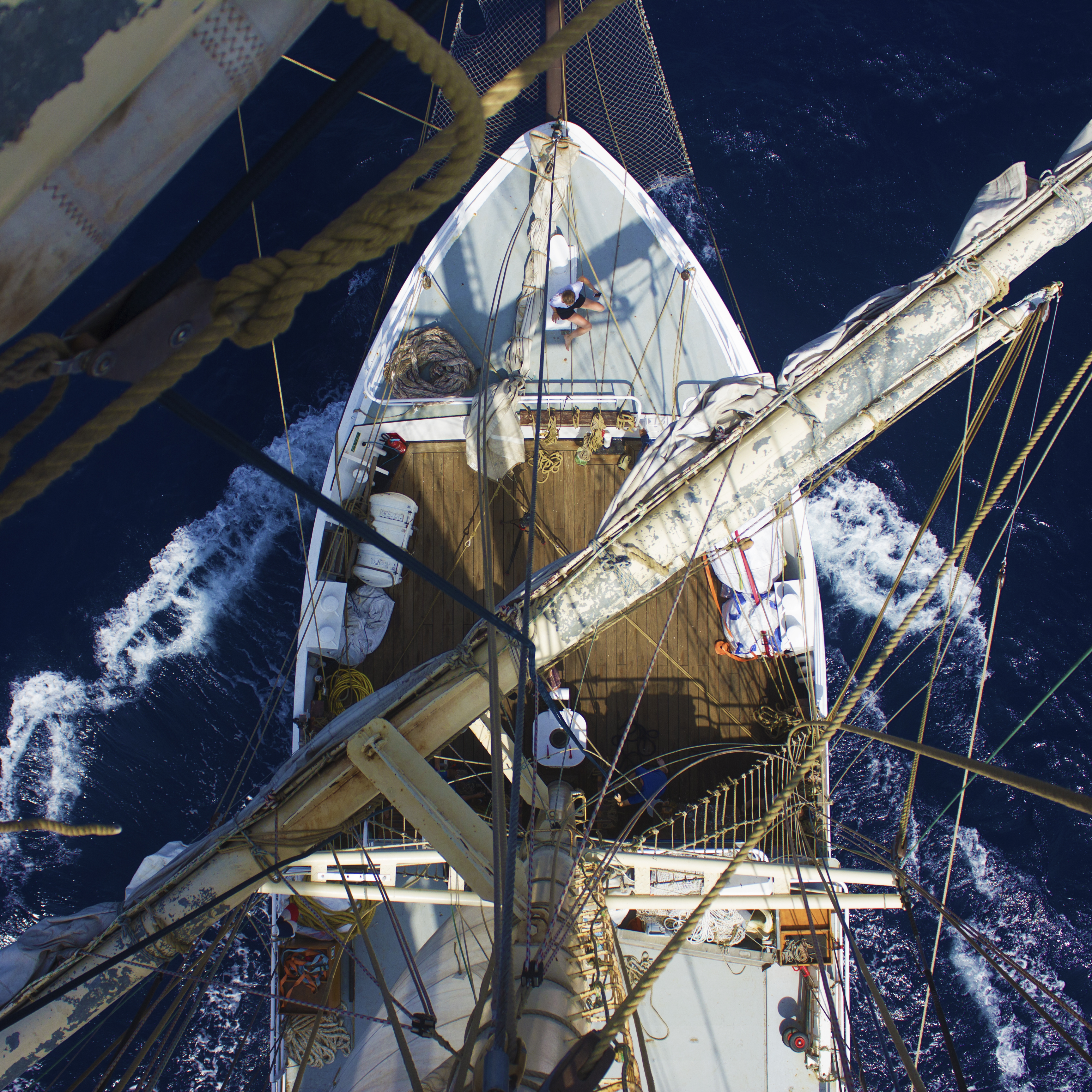
Le Kraken vu depuis le mât avant en 2019.